# Милош Крунич
Милош Крунич (серб. Miloš Krunić / Милош Крунић, нар. 22 листопада 1996, Белград) — сербський футболіст, воротар клубу «Партизан».

## Ігрова кар'єра
Народився 22 листопада 1996 року в місті Белград. Вихованець футбольної школи клубу «Земун». Дорослу футбольну кар'єру розпочав 2014 року в основній команді того ж клубу. Основним воротарем команди не був, тому здавався в оренди до клубів «Срем» (Яково), «Раковиця» та «Бежанія».
У сезоні 2019/20 нарешті став основним воротарем рідного клубу, відігравши 29 ігор Першої ліги, чим привернув увагу представників тренерського штабу вищолігового клубу «Вождовац», до складу якого приєднався влітку 2020 року. Відіграв за белградську команду наступні три сезони своєї ігрової кар'єри.
1 липня 2023 року він перейшов до клубу другого дивізіону Саудівської Аравії «Хаджер», де провів кілька місяців і зіграв лише два матчі. 17 січня 2024 року, після розірвання угоди з «Хаджером», він у статусі вільного агента повернувся до Сербії, де підписав річний контракт з «Партизаном». Станом на 12 липня 2025 року відіграв за белградську команду 3 матчі в національному чемпіонаті.